# ووروژبا

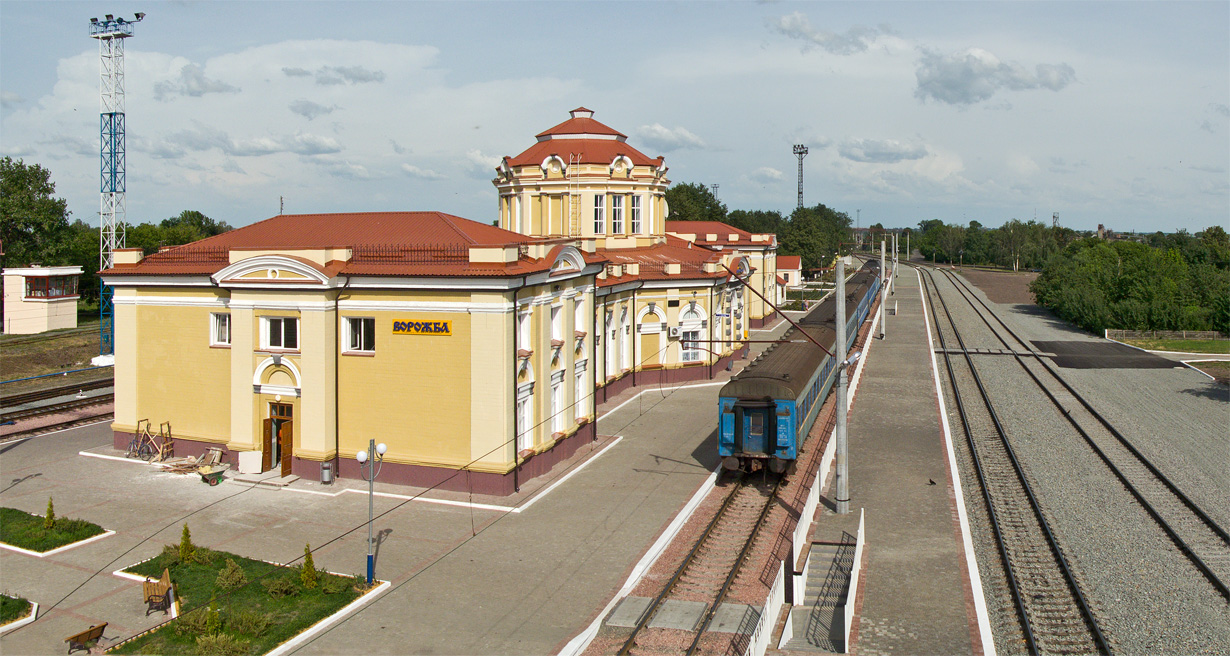
نمایی از شهر ووروژبا در استان سومی اوکراین - ۲۰۱۰

شهر ووروژبا (به روسی: Ворожба) در استان سومی در کشور اوکراین واقع شده‌است. جمعیت این شهر ۸٬۳۸۴ نفر  است.